# Конопадський Олекса
Конопадський Олекса (псевдо: "Островерх", "Тополя"), (1920, с. Глудно, Лемківщина, нині Польща — 18.08.1948, біля с. Недільна, нині Самбірський район, Львівська область) — підстаршина УПА, командир охорони командування ТВ УПА "Маківка", чотовий, старший вістун.

## Біографія
Народився у 1920 р. в бідній селянській родині у лемківському селі Глудно недалеко міста Динова. Виховання отримав від свої матері, яку щиро любив і поважав до кінця свого життя. 
"Мати навчила сина любити Україну всім серцем, дала йому палку вояцьку кров і запалила в ньому вогонь безперервного горіння для України".  Старший брат навчив його бути відважним, впертим і безкомпромісним, любити близьких і добре, а ненавидіти ворогів і лихе.
Юнаком цікавився культурно-освітньою працею в читальні "Просвіти", аматорському театральному гуртку, церковному і читальняному хорах. Закінчив 5 класів початкової школи.
Польська поліція запідозрила його в протидержавній роботі.
Під час німецької окупації Олекса одного разу співав зі своїми друзями революційні пісні на вулиці, які почули поляки з допоміжної поліції і хотіли їх заарештувати. Більшість хлопців розбіглися, окрім Олекси і двох його друзів. Коли один поліціянт на нього замахнувася, він одним ударом п'ястука повалив його на землю, відібрав рушницю, кинув її геть і спокійно відійшов, не зважаючи на постріли другого поліціянта. 
Через намагання польської поліції відправити його в концтабір, Олекса виїхав до Німеччини на роботу. Однак скоро звідти втік. В Кракові його арештувала охорона залізниці ("баншуц") і повернула на місце праці, звідки він удруге втік. Через це його розшукувала німецька жандамерія, і, щоб не потрапити в концтабір Освєнцім, Олекса змушений був вступити до української допоміжної поліції.
Звідти він 28 березня 1944 р. з-під Лютовиськ втік до Української Повстанської Армії. Спершу потрапив до с. Лип'я, а потім - до Плоского, де квартирувала боївка СБ УПА. Через 3 дні став бійцем у сотні "Булава", якою тоді командував к-р Павук, діставши псевдо "Тополя". Був приділений стрільцем до першої чоти (чотовий к-р Омелян) першого роя (ройовий Гонтович).
Опісля став ст. віст. та чотовим у сотні "Хріна" й командиром охоронного відділу КВ.
У 1944-45 рр. воював поблизу бойківського села Ґрозьова на Старосамбірщині.
Навесні 1946 р. як збройовик сотні УПА під командуванням пор. Хріна перебував в селі Жординці на Лемківщині.
18 січня 1947 р. на Щедрий вечір був у селі Березка, куди зимовим рейдом перемаршувала сотня Хріна. Святкували разом із місцевими селянами, вислуховуючи їх і пояснюючи їм мету визвольної боротьби УПА.
18 серпня 1947 р. зібрав стрільців і з однією чотою перейшов через більшовицький кордон в Україну (ймовірно, із Закерзоння на Старосамбірщину).
31 серпня 1947 р. під час свята зброї перебував коло села Нанчілка Стрілківського району.
Восени 1947 р. чотового Островерха призначили командиром охорони командування ТВ УПА "Маківка".
28 червня (ймовірно, 1948 р.) командир доручив Островерху перебрати підвідділ 513 та негайно зробити кілька засідок на большевиків і знищити бандитське гніздо в селі Ісаї. 
9 липня вирушили в далеку дорогу Майданськими лісами до сотні к-ра Грузина в Тухольщину. 
4 серпня в лісі "Багно" біля села Стрільбичі Островерх відзначився в бою з сотнею большевиків, 25 з яких було вбито в цьому бою. "Чот. Островер одним роєм жене впертим наступом отару большевиків униз потоком аж до Стрільбич".

Наступ на бандитів в селі Ісаї почав 7 серпня о 23-ій год. Розбив дві спецбоївки "стрибків", убив 7 бандитів, 2 поранив, спалив кіно, здобув зброю та амуніцію і зник.
Перші заграли наші кулемети.  Працює славний кулеметник старший вістун Дух. Залопотав барабанний вогонь, а потім піднялася заграва. Горіли хати "стрибків" і большевицьке кіно. В селі Тур'є населення погасило світло в хатах, повиходило на подвір'я. Люди молилися і просили Бога, щоб допоміг щасливо, без жертв закінчити бій. Ще за хвилину чути розпачливу й безладну ворожу оборону, а далі все тихне. 
24 серпня зробив засідку на большевиків в долішньому кінці села Тур'є, де вбив двох наїзників, а чотирьох поранив.
Загинув 18 серпня 1948 року на Самбірщині в Недільнянському лісі, де заквартирувала його чота (він був командиром) в бою з 200 більшовиками із старшинської школи МВД на 28-му році життя. Будучи раненим, продовжував командувати боєм. У тому бої загинули також ст. віст. Орел, віст. Луговий, віст. Уж, віст. Богдан, ст. віст. кулеметник Дух. Пораненого кулеметника і друга Духа чот. Островерх взяв на плечі, хоч і сам був поранений, та з ним відступав. Ворожа черга з кулемета вбила на плечах чотового кулеметника, а Островерхові кулі пробили груди. Останні його слова: "Прощайте, друзі! Бийте ворога далі, а я відходжу. Вперед! За Україну!.. Гей, моя "пападьошко" [кулемет ППД], прощай! Прощай, Україно!" Потім, приклав свій кулемет до підборіддя і дав собі чергу.

## "Спомини чотового Островерха: Хроніка Тактичних Відтинків УПА "Лемко" і "Маківка", 1944-1948"
"Островерх" писав свої спогади у зимові дні в криївках та бункерах у 5 зшитках. Під час облав та алярмів змушений був закопувати їх в землю, щоб не потрапили в руки ворога, згодом відкопував назад. Його усні розповіді записала Анна Черешньовська (вістун "Тетяна"), машиністка ТВ УПА "Маківка" в травні та червні 1948 р. при вечірній ватрі. "Це опрацювання дало 95 сторінок густого машинного друку".
Спогади не описують всіх дій відділів УПА на згаданих теренах, ані боїв, які їм прийшлося звести з ворогом.